# Federazione pallavolistica dell'Honduras
La Federazione honduregna di pallavolo (spa. Federación Nacional de Voleibol de Honduras, FNVH) è un'organizzazione fondata per governare la pratica della pallavolo in Honduras.
Organizza il campionato maschile e femminile, e pone sotto la propria egida la nazionale maschile e femminile.
Ha aderito alla FIVB nel 1974.